# Southside
Southside — дебютный студийный альбом шотландской рок-группы Texas, выпущен в марте 1989 года и достиг 3 места в Великобритании. В течение трех недель релиза, Британская ассоциация производителей фонограмм присвоила альбому статус золотого. Диск разошёлся тиражом в более 100 000 экземпляров.
Первый сингл с этого альбома «I Don’t Want a Lover», выпущенный в феврале 1989 года достиг восьмого места в Великобритании. Сам диск, вышедший в марте того же года занял третье место в британских чартах, в то время как последующие с него синглы были менее успешными. Второй сингл «Thrill Has Gone» достиг только 60 места, в то время как третий сингл «Everyday Now» достиг 44 места, а выпущенный в ноябре четвёртый сингл «Prayer for You» добрался только до 73 места в чартах Великобритании. Несмотря на то, что альбом имел только один хит, он сумел продержаться в чартах в течение 29 недель.

## Список композиций
1. «I Don’t Want a Lover»
2. «Tell Me Why»
3. «Everyday Now[англ.]»
4. «Southside»
5. «Prayer for You[англ.]»
6. «Faith» (только на CD)
7. «Thrill Has Gone[англ.]»
8. «Fight the Feeling»
9. «Fool for Love»
10. «One Choice»
11. «Future Is Promises»

## Участники записи
Texas:
- Шарлин Спитери — вокал, гитара
- Стюарт Керр — ударные
- Джонни Макэлхон — бас-гитара
- Элли Макэрлейн — гитара

Технический персонал:
- Тим Палмер — продюсер/аудио-микс

## Позиции в хит-парадах и сертификации
Годовые чарты:
| Чарт (1989)          | Позиция |
| -------------------- | ------- |
| UK Albums Chart      | 3       |
| French Albums Chart  | 3       |
| German Albums Chart  | 22      |
| Spanish Albums Chart | 23      |
| Swiss Albums Chart   | 14      |
| US Billboard 200     | 88      |

Годовые чарты:
| Хит-парад (1989)       | Позиция |
| ---------------------- | ------- |
| Европа (Music & Media) | 38      |

## Сертификаты
| Организация | Статус                  | Дата          |
| ----------- | ----------------------- | ------------- |
| BPI (UK)    | Золотой (100 000 копий) | 29 Марта 1989 |